# Zdeněk Podhůrský

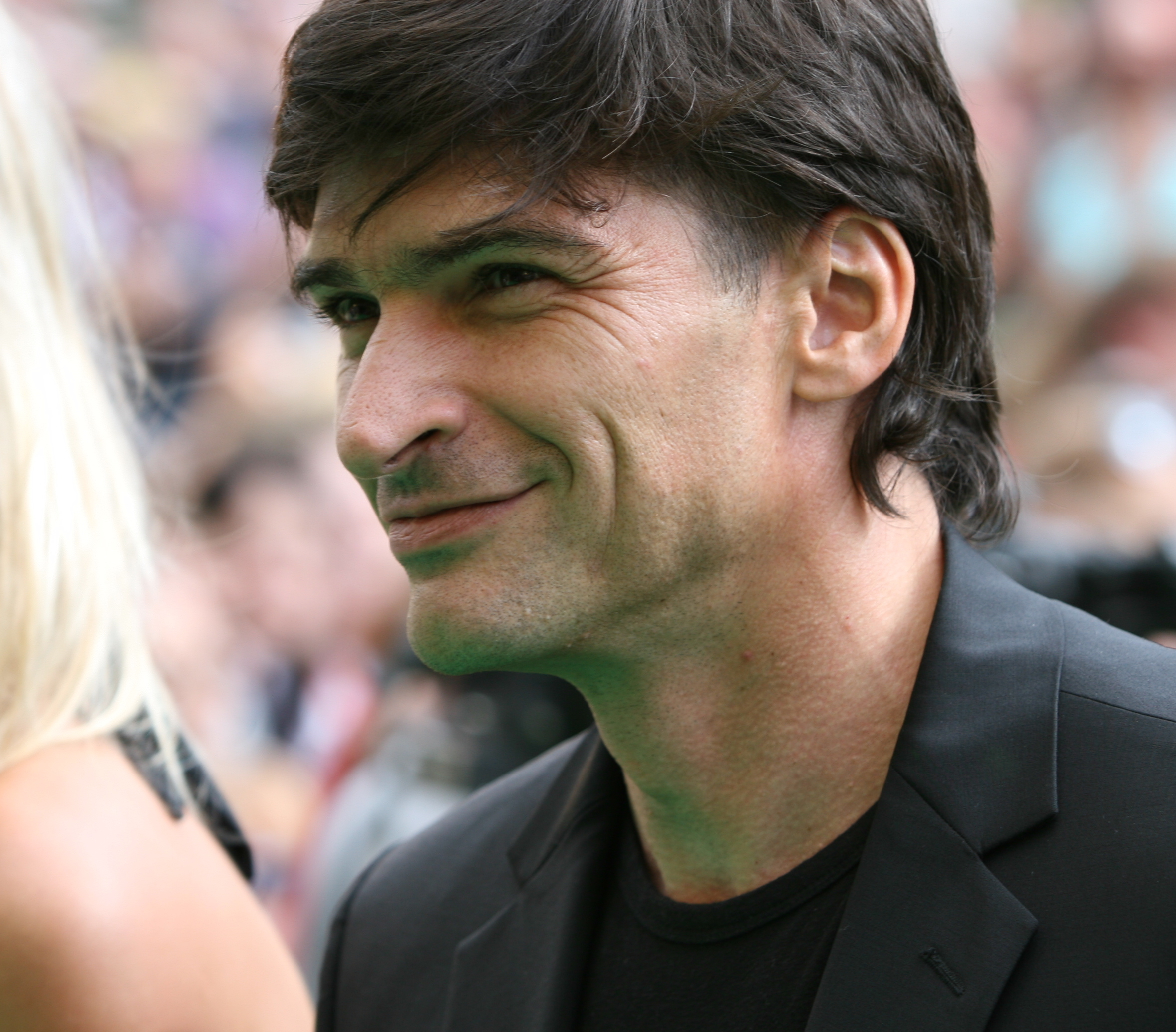
Zdeněk Podhůrský (2008)

Zdeněk Podhůrský (* 21. März 1959 in Prag, Tschechoslowakei) ist ein tschechischer Schauspieler.

## Leben
Nach seiner technischen Ausbildung studierte Zdeněk Podhůrský Schauspiel an der Theaterfakultät der Akademie der Musischen Künste in Prag (DAMU). Anschließend spielte er Theater und debütierte in der 1981 erschienenen und von Milan Muchna inszenierten Komödie Der schüchterne Draufgänger an der Seite von Frantisek Rehák und Milada Ježková auf der Leinwand.
Podhůrský führte eine langjährige Beziehung mit der Schauspielerin und Sängerin Iveta Bartošová.

## Filmografie (Auswahl)
- 1981: Der schüchterne Draufgänger (Mateji, proc te holky nechtejí?)
- 1983: Vom Webstuhl zur Weltmacht (Fernsehserie, eine Folge)
- 1987: Die Prinzessin und der fliegende Schuster (O princezně Jasněnce a létajícím ševci)
- 1989: Reise nach Südwest (Cesta na jihozápad)
- 1996: Die Legende von Pinocchio (The Adventures of Pinocchio)
- 1999: Teuflisches Glück Teil 1 (Z pekla stestí)
- 2008: Báthory – Die Blutgräfin (Bathory)